# Michaël Girard (chanteur et artiste-peintre)
 (mai 2018).
Michaël Girard, né le 29 février 1980 à Jonquière au Québec, est un chanteur et artiste peintre québécois originaire de la municipalité de Bégin dans le secteur nord de la région du Saguenay--Lac-Saint-Jean.
Gagnant de deux Félix, sa carrière est relancée en 2017 lors de son passage dans la Saison 5 de La Voix lors de laquelle il a atteint les demi-finales.

## Biographie
Michaël Girard est le conjoint d’Hélène Girard depuis 1999 qui est une productrice québécoise. Il est le père de deux garçons eux-mêmes comédiens et chanteurs : Tom-Éliot Girard (né en 2000) et Sam-Éloi Girard (né en 2002).
Son premier album, Il tempo, paru en 2007 et produit par Josélito Michaud s'est vendu à plus de 50 000 exemplaires (certification or) et a obtenu un Félix au gala de l'ADISQ 2008 dans la catégorie Album de l'année - musiques du monde.
Pour ce premier album comprenant 14 titres inédits interprétés en quatre langues, Michaël est entouré d'auteurs et de compositeurs tels que Daniel Bélanger, Jim Corcoran, Daniel Seff, Florence K, Benoît Jutra et Didier Goldmanas. La soprano Nathalie Choquette y figure également dans le duo Non cercare lontano. Quelques années plus tard, Michaël collaborera d'ailleurs à son tour à l'album de la chanteuse Tera Bella dans le duo napolitain I t'e vurria vasa.
Le second album de Michaël est lancé en octobre 2009. Hymnes à la beauté du monde est réalisé par Carl Marsh, incluant les arrangements et les orchestrations. L'album se voit décerner le Félix dans la catégorie Meilleur album - classique vocal. Une soixantaine de musiciens, dont le London Session Orchestra, sont réunis pour l'enregistrement.[non neutre] Le chanteur a présenté en décembre de la même année un spectacle inspiré de cet album lors d'une tournée provinciale.
Nathalie Choquette l'invite à chanter en duo sur son album Terre Bella. On a pu l'entendre sur le projet Album de famille où il partage avec ses garçons la chanson Survivre ensemble, sur l'album hommage à Michel Louvain Ils chantent Louvain qui a donné lieu à un concert au Centre Bell en 2017. On le retrouve aussi sur l'album Les prêtres: Noël ensemble.
Musicor produit également le 4e album de Michaël, Nuit de Noël à l'automne 2015 qui est signé par Marc Pérusse. Il y chante en duo avec Bruno Pelletier. On y retrouve également une pièce originale, Tout ce temps, signée par Michaël et Mathieu Lippé, qu'il interprète avec ses deux fils.
En septembre 2015, il est invité par Lynda Lemay, à venir chanter à l'Olympia de Paris, la chanson J'allais être papa. Pièce écrite et composée par Lynda Lemay elle-même, pour Michaël et qui raconte l'arrivée hâtive de son 1er enfant, Tom-Éliot Girard.
En début d'année 2016, Michaël et sa famille se sont rendus en Inde durant 3 mois, afin d'aller faire du volontariat à l'école Jeunes musiciens du monde. Il y a, entre autres, enseigné le chant.
Il participe à l'émission La Voix TVA en janvier 2017. Il se joint à l'équipe de Marc Dupré. Il se rend jusqu'en demi-finale et partira par la suite en tournée dans les Festivals aux côtés des 8 finalistes.
L'automne 2017 marque le début d'une nouvelle tournée solo pour lui : À contre-sens, produit par Evenko. Il lance également une chanson originale On est là!, co-écrite avec Mathieu Lippé et Marc Papillon, produite par Les Disques LKL.
Au cours de l'été 2018, il interprétera le rôle de Ziggy dans un concert hommage à Starmania produit par Québecissime à la Place Nikkitotek de Sherbrooke. Il sera également l'une des quatre têtes d'affiches de la nouvelle revue musicale Francostalgie, présentée dès l'automne 2018 et produite par Le Groupe Entourage.
Michaël est aussi artiste-peintre. Inspiré par la nature au sens propre et figuré, ses tableaux se retrouvent à l'occasion dans différents symposiums et Galerie du Québec. Son 1er vernissage a eu lieu à l'automne 2014 à Boucherville.

## Prix et distinctions
- Michaël a été récipiendaire du prix du public au Festival international de la chanson de Granby en 2001[17].
- En 2008, il a remporté un Félix au Gala de l'ADISQ 2008 dans la catégorie Meilleur album - musiques du monde[3].
- En 2009, son deuxième album Hymnes à la beauté du monde remporte un Félix au Gala de l'ADISQ 2009 dans la catégorie Meilleur album - classique vocal[5]. Comptant parmi les artistes de l'album La Voix V, celui-ci est certifié disque d'or en 2017[18]. Il en va de même pour l'album Les Prêtres : Noël ensemble[19].